# Buchuti Gourguenidzé
Buchuti ou Ivanovitch Gourguenidzé ou Gourgenidzé est un joueur d'échecs géorgien, géologue de profession. né le 13 novembre 1933 à Surami (Kartlie intérieure) et mort le 23 mai 2008 à Tbilissi. Champion de Géorgie à douze reprises, il reçut le titre de Grand maître international en 1970. Il fut l'entraîneur des joueuses géorgiennes Maïa Tchibourdanidzé et Nana Alexandria.

## Palmarès
Gourguenidzé fut champion de Géorgie en 1955 (après un match de départage contre Chichov), puis huit fois de suite de 1958 à 1965 (ex æquo avec Djindjikhachvili en 1965), puis en 1968, 1970 (Tal, qui jouait hors-concours remporta le tournoi) et 1973.
Il disputa neuf finales du championnat d'URSS d'échecs (en 1957, 1958, 1959, 1960, novembre 1961, 1966-1967, 1967, 1968-1969 et 1985). Il finit septième, ex æquo avec Efim Geller du championnat (qui était aussi un tournoi zonal) en 1958.
Gourguenidzé remporta les tournois de 
- Tbilissi 1955 (quart de finale du championnat d'URSS 1956, Gourguenidzé battit Mikhaïl Tal et Viktor Kortchnoï en demi-finale),
- Sofia 1958 (ex æquo avec Bobekov et Radovici),
- Batoumi 1961 (demi-finale du championnat d'URSS de novembre 1961, 14 points sur 17, +11 =6)
- Tbilissi 1965 (devant Djindjikhachvili, Kholmov, Pietzsch et Lilienthal),
- Batoumi 1966 (ex æquo avec Vladimir Baguirov, Kurajica, Jansa, Milic et Velimerovic),
- Pärnu 1967 (ex æquo avec Petkēvičs et Abulaid),
- Tallinn 1968 (demi-finale du championnat d'URSS, ex æquo avec Janis Klovans),
- Tbilissi 1969-1970 (mémorial Viktor Goglidzé, ex æquo avec Mikhaïl Tal, devant Hort, Goufeld, Souétine, Ciocâltea, Chamkovitch, Bronstein et Kholmov),
- Liepāja 1970 (championnat du club Dynamo),
- Olomouc 1976,
- Hradec Králové 1977-1978 et 1978-1979,
- Harare 1983.

Il représenta l'Union soviétique lors des olympiades universitaires de :
- 1957 à Reykjavik (au quatrième échiquier derrière Mikhaïl Tal, Boris Spassky et Lev Polougaïevski),
- 1958 (au troisième échiquier derrière Tal et Spassky),
- 1959 (au premier échiquier de l'URSS),
- 1960 (au deuxième échiquier derrière Spassky),

Il remporta la médaille d'or par équipe en 1957 et 1958, et la médaille d'argent par équipe en 1959 et 1960.
En 1993, il termina deuxième du championnat du monde d'échecs senior, à égalité de points avec le vainqueur Mark Taïmanov.

## Contributions à la théorie des ouvertures
Le nom de Gourguenidzé a été donné à plusieurs variantes :
- dans la défense sicilienne :
  - 1. e4 c5 2. Cf3 Cc6 3. Fb5 g6 4. O-O Fg7 5. Te1 e5 6. b4, joué contre Fourman lors du championnat d'URSS 1967 ;
  - 1. e4 c5 2. Cf3 Cc6 3. d4 cxd4 4. Cxd4 g6 5. c4 (système Maroczy), 5... Cf6 6. Cc3 Cxd4 7. Dxd4 d6, joué contre Keres lors du championnat d'URSS 1959 ;
- dans la défense Caro-Kann : 1. e4 c6 2. d4 d5 3. Cc3 g6, après que Gourguenidzé a expérimenté 3... b5 dans les années 1960 ;
- dans la défense moderne : 1. e4 g6 2. d4 Fg7 3. Cc3 c6 4. f4 d5 5. e5[2]) 5...h5, joué contre Klovāns en 1965.